# Alpi Albanesi

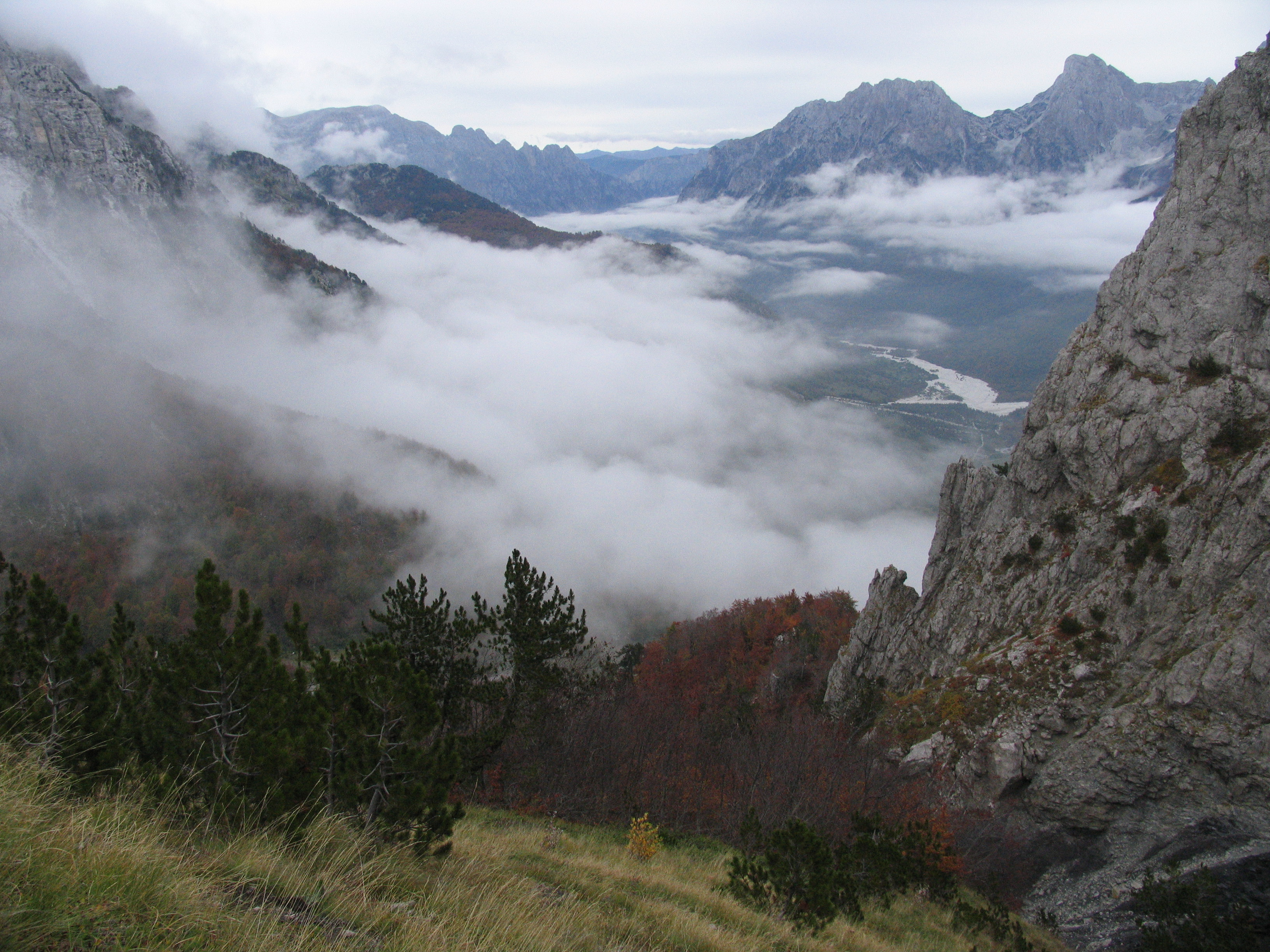
Veduta dal Passo di Valbona

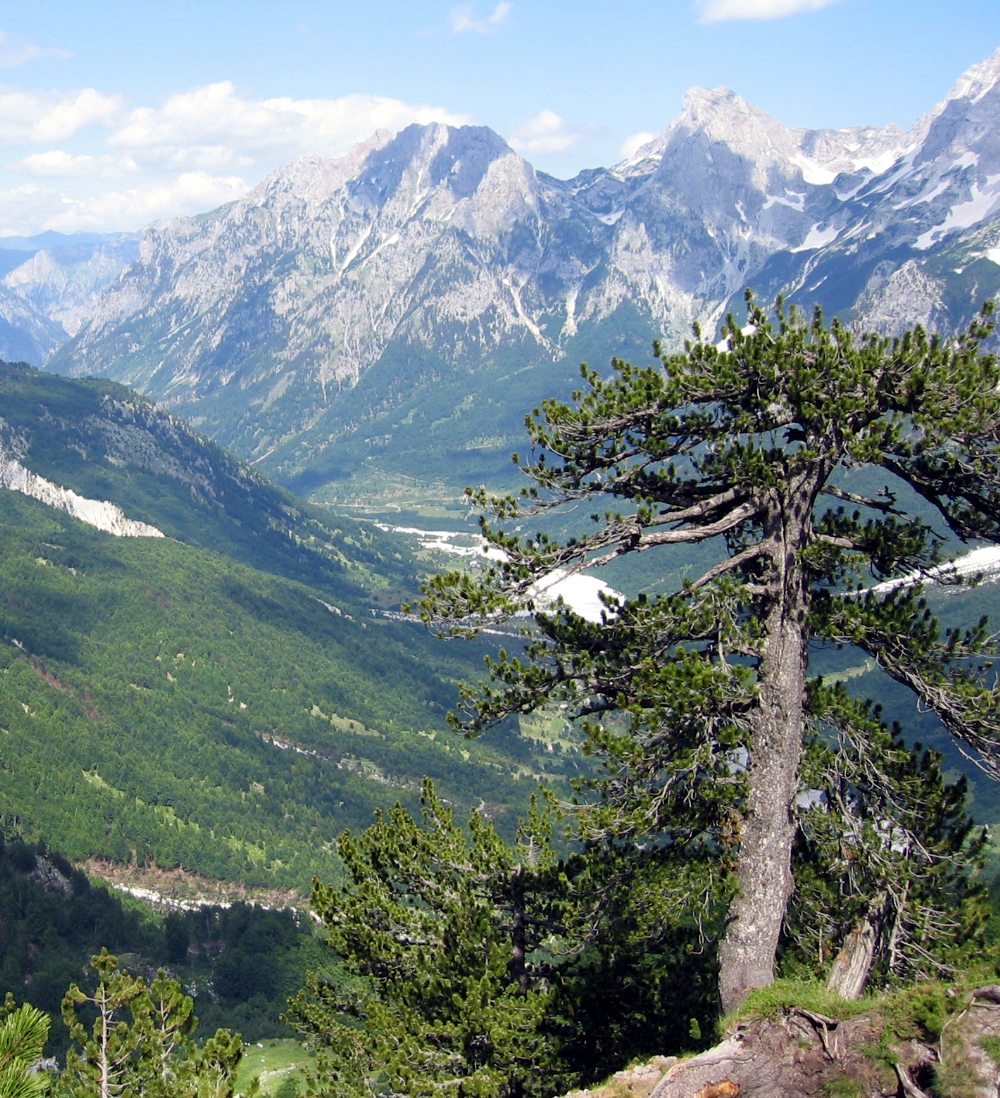
Alcuni aspetti delle Alpi Albanesi ricordano le Dolomiti

Le Alpi Albanesi (in albanese Alpet Shqiptare; in montenegrino Проклетије, Prokletije), sono una continuazione delle Alpi Dinariche e si sviluppano ai confini tra Albania settentrionale, Kosovo occidentale e Montenegro sud-orientale. La vetta principale è la Cresta del Lago, di 2694 m s.l.m., in Albania (in albanese Maja e Jezercës).
Appartengono alle Alpi Albanesi i monti più alti del Kosovo (Đeravica - 2.656 m s.l.m.) e del Montenegro (Zla Kolata - 2.534 m s.l.m.). La vetta più alta dell'Albania non appartiene però alle Alpi Albanesi, ma alle Alpi Dinariche: si tratta del Monte Korab (2.764 m s.l.m.). Sono numerose le montagne tra i 2.000 e i 2.600 m.
Le Alpi Albanesi ricordano le Dolomiti sotto molti aspetti paesaggistici: la diffusione delle dolomie, i circhi glaciali, gli alpeggi tra i 1.700 e i 2.200 m di altezza, le profonde vallate, i fitti boschi, le alte pareti rocciose, i tanti piccoli laghi di origine glaciale. 
Le cime a volte caratterizzate da altipiani, con buoni pascoli, da cui l'attività principale della popolazione.
La denominazione montenegrina Prokletije significa letteralmente “[montagne] maledette” e corrisponde all'albanese ghego Bjeshkët e Namuna (“creste maledette”).

## Vette principali
- Cresta del Lago - 2.694 m
- Djeravica - 2.656 m